# Parigi-Roubaix 1977
La Parigi-Roubaix 1977, settantacinquesima edizione della corsa, fu disputata il 17 aprile 1977, per un percorso totale di 250 km. Fu vinta dal belga Roger De Vlaeminck, giunto al traguardo con il tempo di 6h11'26" alla media di 40,464 km/h davanti ai connazionali Willy Teirlinck e Freddy Maertens.
Presero il via da Compiègne 149 ciclisti, 43 di essi tagliarono il traguardo a Roubaix.

## Ordine d'arrivo (Top 10)
| Pos. | Corridore           | Squadra    | Tempo   |
| ---- | ------------------- | ---------- | ------- |
| 1    | Roger De Vlaeminck  | Brooklyn   | 6h11'26 |
| 2    | Willy Teirlinck     | Gitane     | a 1'30" |
| 3    | Freddy Maertens     | Flandria   | a 1'39" |
| 4    | Ronald De Witte     | Brooklyn   | s.t.    |
| 5    | Piet van Katwijk    | TI-Raleigh | s.t.    |
| 6    | Jan Raas            | Frisol     | s.t.    |
| 7    | Willem Peeters      | Ijsboerke  | s.t.    |
| 8    | Dietrich Thurau     | TI-Raleigh | s.t.    |
| 9    | Herman Van Springel | Ijsboerke  | s.t.    |
| 10   | Marc Demeyer        | TI-Raleigh | s.t.    |